# 張會宗
張會宗（1536年—1599年），本名九鼎，字于震，號澄江，廣東潮州府澄海縣民籍福建泉州府晉江縣人，明朝政治人物。

## 生平
十三歲錄置泉州府學，充博士弟子。後寄籍廣東潮州府澄海縣，為邑庠生，隆慶元年（1568年）丁卯科廣東鄉試第二名舉人，五年（1571年）中式辛未科會試第一百六十六名，三甲第二百七十名進士。授太常寺博士，移任兵部武庫司主事，督武學，升郎中。萬曆八年（1580年）出任台州府知府，十四年（1586年）調岳州府知府。十九年（1591年）五月升雲南副使，同年冬以考察去職。

## 家族
曾祖張質巖；祖父張基；父張文。嫡母柳氏；生母陳氏。子張汴、張汾。